# Савоненко Микола Олександрович
Савоненко Микола Олександрович (9 грудня 1966 — 28 червня 1986) — учасник афганської війни.

## Життєпис
Народився 9 грудня 1966 у смт. Краснопілля Краснопільського району Сумської області. Працював водієм Краснопільського лісгоспу.
20 травня 1985 призваний Краснопільським РВК до Прикордонних військ. Із серпня 1985 р. у складі десантно-штурмової маневреної групи в/ч п/п 2042 47-го Керкинського прикордонного загону САПО брав участь у бойових діях на території Афганістану, брав участь у 20 операціях і рейдах.
28 червня 1986 в ущелині Дарай-Сабз поблизу к. Муштів розвідгрупа потрапила в засаду. Помічник навідника 2-ї десантно-штурмової застави рядовий М. О. Савоненко загинув.
Похований на кладовищі смт. Краснопілля.

## Нагороди
- орден Червоної Зірки

## Вшанування пам'яті
Одна з вулиць рідного селища носить його ім'я.